# Партия экономических и политических обновлений Таджикистана
Партия экономических и политических обновлений Таджикистана (тадж. Ҳизби таҷдидҳои иқтисодӣ ва сиёсии Тоҷикистон) — оппозиционная политическая партия в Таджикистане, созданная в апреле 1994 года Мухтором Бобоевым, в разгар гражданской войны в этой стране. Была в оппозиции по отношению к власти Эмомали Рахмонова, но в то же время не примыкала к Объединённой таджикской оппозиции. Партия просуществовала до 1999 года. 
По результатам первых в истории независимого Таджикистана парламентских выборов весной 1995 года партия получила одно место (набрала 0,5 % голосов) в новом парламенте Республики Таджикистан — Маджлиси Оли (Высшее собрание). После внезапного убийства неизвестными основателя и лидера партии Мухтора Бобоева в марте 1996 года, в партии наступили тяжелые времена. Правительство и руководство Таджикистана критически относилось к Партии экономических и политических обновлений Таджикистана из-за её принципиальной оппозиционной позиции. В итоге, несмотря на то, что партия являлась парламентской, в марте 1999 года Верховный суд Республики Таджикистан запретил деятельность партии на территории Таджикистана, и партия из-за лишения своего легального статуса фактически распалась. Её часто считают предшественницей нынешней Партии экономических реформ Таджикистана, основанной в ноябре 2005 года Олимджоном Бобоевым.